# Русь (партия)
Партия «РУСЬ» — политическая партия Украины.

## Задачи партии
На VIII съезде Партии «Русь», прошедшем в ноябре 2013 года была принята новая Программа Партии, основанная на следующих основных принципах:
- Возвращение Украине исторического названия «Русь-Украина» — англ. «Ruthenia»[1];
- Проведение всеукраинского референдума о принятии Конституции Республики Русь-Украина, подготовленной на основе основных принципов, изложенных в Программе партии «Русь», принятой в ноябре 2013 года;
- Формирование в государстве гражданского общества — создание широкой прослойки экономически самостоятельных политически активных граждан, принимающих активное участие в процессах политического, социального и экономического преобразования общества;
- Формирование демократического государства нового типа, основанного на принципе прямой демократии;
- Создание государственного аппарата на основе принципа электронного государства — взаимной открытости информации Государства и Граждан;
- Территориально-административная реформа, расширение местного самоуправления на уровне Громад районов; дебюрократизация местного управления, устранение лишних административных звеньев на уровне областей;
- Реформа Суда и Прокуратуры — введение принципа выборности местных судей; упразднение специализированных судов; сохранение за прокурорами исключительно функции государственного обвинения;
- Сокращение регулятивной функции государства в экономике; формирование ясной и четкой системы налогообложения, стимулирующей развитие мелкого и среднего бизнеса;
- Всемерная поддержка института Семьи, стимулирование деторождения и усыновления детей-сирот;
- Полное реформирование систем Образования и Здравоохранения, возвращение к принципу равенства Граждан в доступе к образованию и здравоохранению;
- Поддержка идеи объединения традиционных христианских церквей под юрисдикцией апостольского престола[неоднозначно].

В сфере внешней политики Партия «Русь» выделила следующие принципы:
- Поддержка договора об Ассоциации Украины с Европейским союзом, развитие в дальнейшем отношений с ЕС на принципах, установленных в существующих соглашениях и на принципах, провозглашенных Программой партии;
- Вступление в политический и военный блок НАТО, как единственная гарантия в современном мире обеспечить безопасность и территориальную целостность государства
- Построение со всеми странами, в том числе и с Российской Федерацией, двухсторонних отношений, построенных исключительно на принципах равенства, партнерства и добрососедства;
- В отдаленном будущем создание конфедеративного объединения с теми государствами Восточной и Северной Европы, которые в силу исторической традиции разделяют ценности, провозглашенные программой Партии Русь, и будущей конституцией Государства «Русь-Украина»

## История партии
- 1997, апрель — состоялся учредительный съезд партии. Председателем партии был избран Иван Симоненко.[2]
- 1998, 30 сентября — партия была официально зарегистрирована Министерством юстиции Украины.
- 2002 — партия впервые приняла участие в парламентских выборах. «Русский блок», в состав которого входила партия «Русь», набрал 0,73 % голосов и не смог пройти в Верховную Раду.
- 2006 — партия участвовала в выборах в составе блока Натальи Витренко «Народная оппозиция». Однако полученные 2,93 %[3] голосов избирателей снова не позволили провести своего представителя в украинский парламент. Поражение в парламентских выборах, кризис идеологии партии привел к расколу и глубокому партийному кризису. Откровенно пророссийская ориентация руководства партии к этому времени уже не отвечала взглядам большинства её членов.
- 2006, лето — произошёл раскол внутри блока Натальи Витренко «Народная оппозиция», и партия «Русь» заявила о выходе из блока.[4]
- 2009, 20 июня — состоялся VII съезд партии, положивший начало ее коренной перестройке.
- 2009, 4 августа — Министерство юстиции Украины приказом № 1392/5 утвердило решения VII съезда партии об изменениях в названии и руководстве партии[5][6]. Были официально подтверждены изменения в названии Партии (Партия «Русь»). С лета 2009 идет глубокая перестройка партии.[5][7][8][9][10][11][12]
- 2010 — партия «Русь» приняла участие в выборах в органы местного самоуправления г. Бердянск, по результатам которых получила поддержку 4,7 % граждан.[13]
- 2013, ноябрь — VIII съезд партии принял новую Программу партии «Русь», и присоединился к «Декларации Республики Русь» — общественному движению, провозгласившему своей целью путём всеукраинского референдума принять конституцию нового государства — Республики Русь-Украина.